# Kintetsu série 23000
La série 23000 (23000系, 23000-kei) est un type de rame automotrice électrique exploité par la compagnie Kintetsu sur les services Ise-shima Liner au Japon.

## Description
La série comprend 6 rames fabriquées par Kinki Sharyo, composées de 6 voitures. Les voitures 1 à 4 sont les voitures standards avec des rangées de 2+2 sièges. La voiture 5 est la "voiture-salon" avec des rangées de 2+1 sièges se faisant face. La voiture 6 est la "voiture de luxe" et dispose de rangées de 2+1 sièges.

## Histoire
Les premières rames de la série 23000 ont été introduites le 15 mars 1994.

## Services
Les rames sont affectées aux services Ise-shima Liner reliant les gares d'Osaka-Namba, Kyoto et Kintetsu-Nagoya à Kashikojima.

## Galerie photos

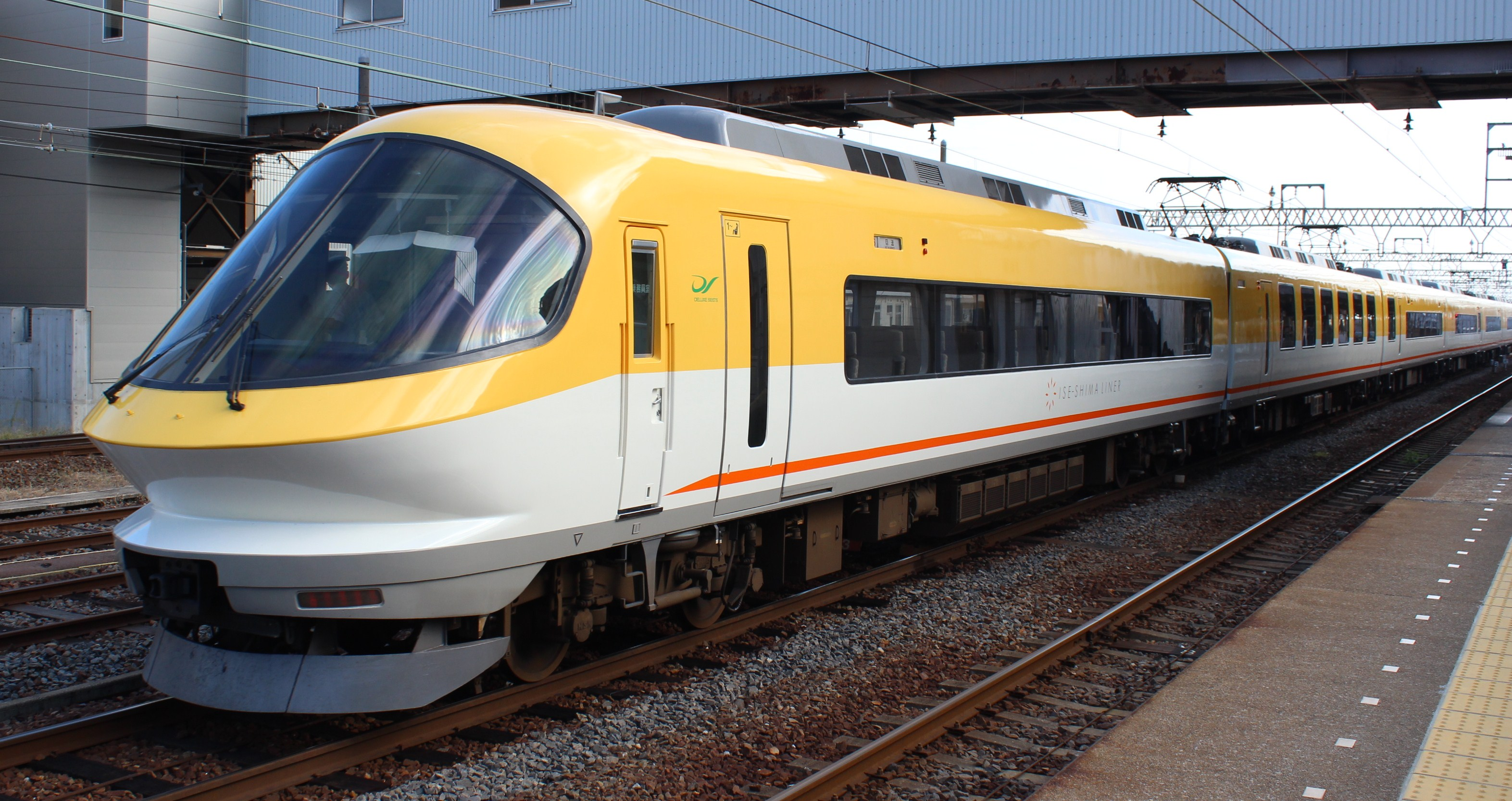
Livrée jaune.
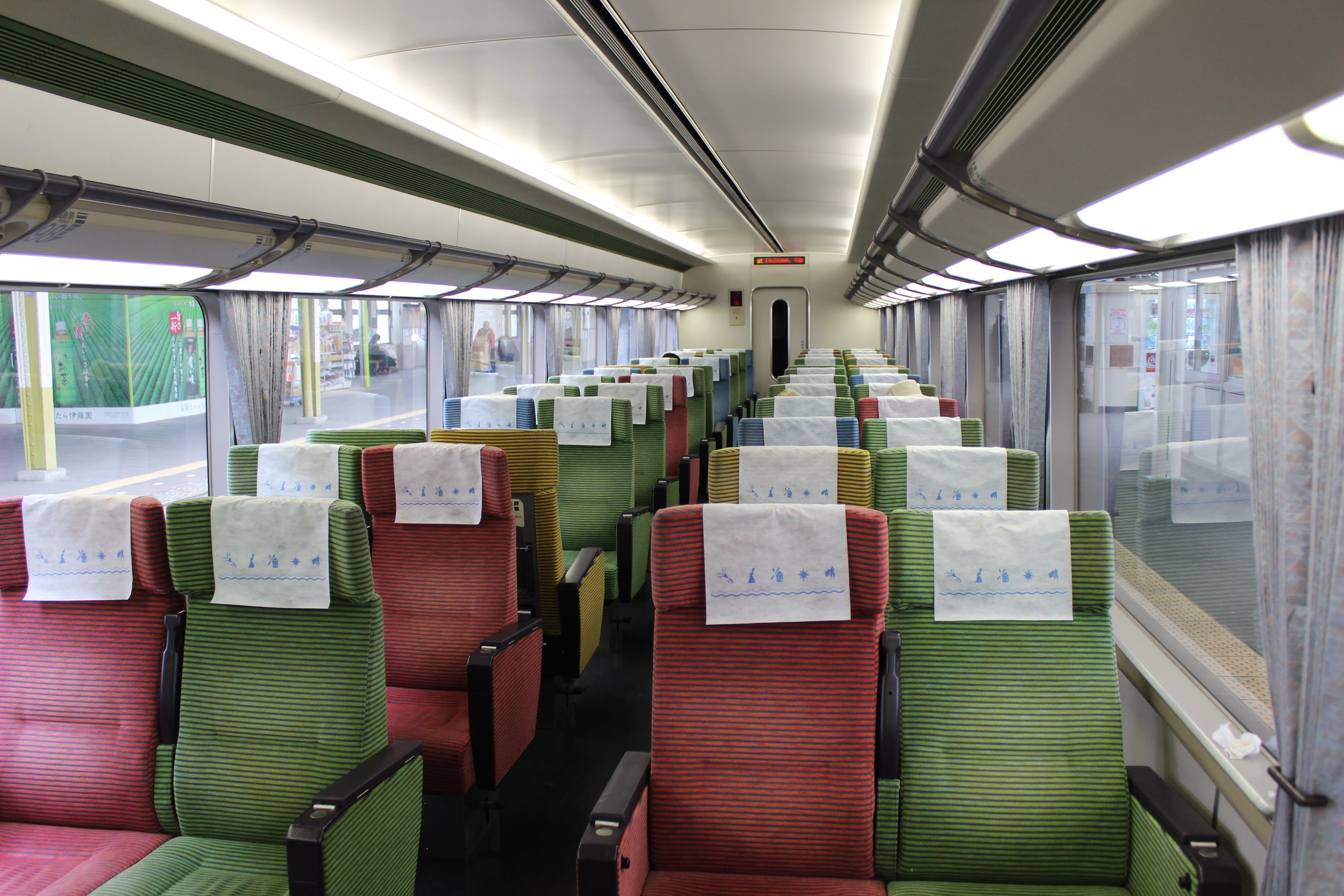
Intérieur de la classe standard.
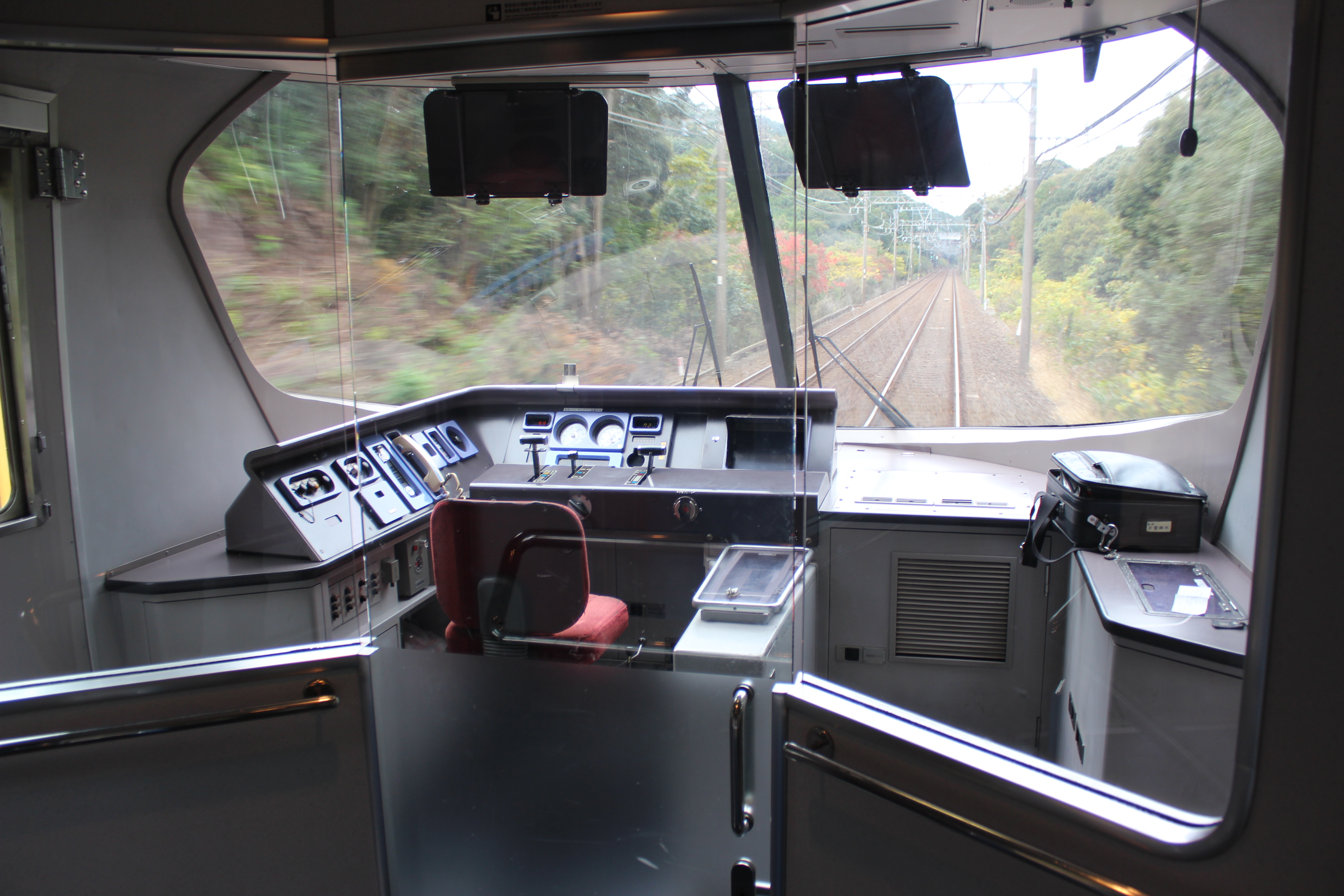
Cabine de conduite.